# Hahnia chaoyangensis
Hahnia chaoyangensis là một loài nhện trong họ Hahniidae.
Loài này thuộc chi Hahnia. Hahnia chaoyangensis được miêu tả năm 1983 bởi Zhu & Zhu.